# أكتاش (غورنو-التاج)
أكتاش (الروسية: Акташ؛ الآلتائية: Ак-Таш؛ القازاقية: Ақташ) هي مدينة في جمهورية ألطاي في روسيا.